# کانگوروی خرگوشی بینی‌دراز
کانگوروی خرگوشی بینی‌دراز (نام علمی: Bettongia tridactylus) کیسه‌داری از تیره کانگوروهای موش‌وار، سردهٔ کانگوروهای خرگوشی است که در کوئینزلند و ویکتوریا یافت می‌شود. در سیاهه قرمز IUCN، این جانور در وضعیت کمترین نگرانی طبقه‌بندی شده است.